# ハーシェル・サヴェージ
ハーシェル・サヴェージ（Herschel Savage、1952年11月25日 - 2023年10月8日）は、アメリカ合衆国のポルノ俳優、ポルノ映画監督。

## 出演作品
- デビー・ダズ・ダラス
- エマニエル夫人　愛と背徳の肖像
- 大統領不倫疑惑　危険な情事
- ザ・ボス・ワイフ
- ブルー・ナチス／猟奇変態の魔界
- スキンレス・ナイト／けもの妻
- セクサビジョン／襞くらべ
- ポルノスターズ／艶熟
- ナース・コア／白衣の変態たち
- ダッチワイフU.S.A.／淫肉市場

## 監督作品
- マダムス・ファミリー3
- 裸の銃（ガン）を持つ女ＰＡＲＴ６９／最後の絶頂
- ヘザー・リアｉｎベビーフェイス・ドール